# Ал-Алтун
Ал-Алтун, Ил-Алтун, Алалтун, Ал-Алтуна, Алтан-хатун (монг. Ил Алти, монг. Ил Алтун бэхи) — дочь Чингисхана. Согласно Рашид ад-Дину, её матерью была одна из наложниц Чингисхана, имя которой неизвестно. Имя Ал-Алтун было неправильно переписано как Алалтун
при переводе «Алтан Тобчи», из-за чего Ал-Алтун часто ошибочно принимают за другую дочь Чингисхана — Алталун.

## Биография
У Ал-Алтун было девять единокровных братьев (четверо из них умерли до достижения совершеннолетия; оставшимися были Джучи, Чагатай, Угэдэй, Толуй и Кюльхан) и пять единокровных сестёр: Ходжин-бэги, Чечейген, Алагай, Тумэлун и Алталун.
Из мусульманских источников («История завоевателя мира» Джувейни, «Джами ат-таварих») известно, что после подчинения уйгуров Чингисхан в знак признания их покорности пообещал выдать Ал-Алтун замуж за уйгурского правителя — идикута — Бараджука (Барчука). Однако, поскольку у Бараджука уже была главная жена, свадьба с Ал-Алтун была отложена. Смерть Чингисхана в 1227 году отсрочила свадьбу ещё на некоторое время.
Через два года после смерти Чингисхана на престол взошёл Угэдэй, став новым ханом Монгольской империи. Угэдэй собрался выдать Ал-Алтун Бараджуку, выполнив обещание отца, но свадьбы снова не состоялось, так как Ал-Алтун умерла. Вместо Ал-Алтун за идикута была сосватана Аладжи-беги (возможно, дочь Угэдэя), но Бараджук умер до того, как Аладжи-беги была передана ему. После смерти Бараджука его сын Кишмаин отправился на службу к Угэдэю, став новым идикутом и женившись на Аладжи, но вскоре также скончался. В конце концов, во время регентства вдовы Угэдэя Дорегене Аладжи-беги была выдана за Салынди, младшего сына Бараджука и брата Кишмаина.